# Qibainong
Qibainong (kinesiska: 七百弄乡, 七百弄) är en socken i Kina. Den ligger i den autonoma regionen Guangxi, i den södra delen av landet, omkring 160 kilometer nordväst om regionhuvudstaden Nanning. Antalet invånare är 16138. Befolkningen består av 7 980 kvinnor och 8 158 män. Barn under 15 år utgör 31 %, vuxna 15-64 år 59 %, och äldre över 65 år 8,0 %.
Genomsnittlig årsnederbörd är 1 846 millimeter. Den regnigaste månaden är juni, med i genomsnitt 349 mm nederbörd, och den torraste är februari, med 34 mm nederbörd.